# 泉水博
泉水 博（せんすい ひろし、1937年3月10日 - 2020年3月27日）は、千葉刑務所で獄中者組合を結成した人物。千葉県木更津市生まれ。

## 人物
千葉県立木更津第二高等学校（現在の千葉県立木更津東高等学校）を2年で中退後、職を転々とする。1960年、仲間と2人で会社重役の妻を刺殺し、1万5千円を奪った事件で逮捕された。泉水は無期懲役が確定し、千葉刑務所で服役した。
模範囚で仮釈放目前だったが、同じ刑務所の囚人が病気で吐血して苦しんでいるとき、看守を人質にとって、医者に見せろと要求をした。この行動が同じ刑務所にいた野村秋介らにより、ミニコミ紙や口コミで「千葉刑務所に泉水あり」との噂が広まり、後の統一獄中者組合の結成につながった。この件を受け、旭川刑務所に移送されたが、そこでも模範囚で管理側・囚人側双方の信頼を得ていた。
1977年9月28日に起きたダッカ事件では、強盗殺人犯で思想的背景や日本赤軍とは関係なかったが、獄中者組合の結成が反体制行動としてハイジャック犯側に評価され、同じく殺人で服役していた仁平映と共に釈放要求リストに指名される。日本政府は当初は泉水と仁平を「思想犯ではなく刑事犯」である理由から2人の釈放拒否の方針を持っていたが、ハイジャック犯に拒否をされ釈放対象となった。その後、日本政府によって超法規的措置によって釈放され、日本赤軍に参加。泉水は「喜んで出獄した訳ではない。当局に『自分で判断せよ』と突き放され、『一人でも(人質に)犠牲が出たら後悔するのは私』と考えた結果だった」。その後、国際手配された。
日本赤軍合流後はパレスチナの人々の間で人気者だったという。北島三郎の歌を持ち歌にしており、北島が1985年にシリアと日本の文化交流事業で同国のボスラでコンサートを行った際、鑑賞したパレスチナ人達は「泉水の歌を歌っている」と思いこみ、「北島は同志か？」と日本赤軍に問い合わせたというエピソードがある。
1980年代半ばから日本赤軍の方針により、拠点をフィリピンに置き、「山口登」の名で貿易商として現地に溶け込みつつ、丸岡修への偽造パスポート提供など、日本赤軍への兵站活動を担うなどしていたが、1987年11月21日に丸岡が逮捕されたことから沖縄の協力者(取引相手)が割り出され、1988年6月8日、フィリピンにて旅券法違反の容疑で逮捕された。
1995年3月、1977年の釈放前の無期懲役に旅券法違反の懲役2年が加算された。
2020年3月22日夜、服役していた岐阜刑務所内で心肺停止の状態で見つかり、病院に搬送されたが、27日に死亡した。83歳没。

## 量刑について
刑法により無期懲役の時効が20年あったことから、20年逃亡すれば無期懲役がなされなくなる恐れがあった（刑の時効は公訴時効と異なり、国外逃亡の時効停止規定がない）。しかし、釈放から約10年8ヶ月後の1988年6月7日にフィリピンで旅券法違反で逮捕され、日本へ送還されて勾留となり、刑の時効は不成立となった。1995年3月、逃亡前の無期懲役に旅券法違反の懲役2年が加算された。